# Serie A 1954 (pallanuoto maschile)
La Serie A 1954 fu la 35ª edizione della massima serie del campionato italiano maschile di pallanuoto. Come già accaduto nel 1952 il torneo si disputò in due fasi: una fase preliminare (disputata a Milano) e una fase finale con gare di andata e ritorno. Per la prima volta si affermò la neopromossa AS Roma.

## Fase preliminare
|    | Girone A       | Pt | G |
| -- | -------------- | -- | - |
| 1. | Lazio          | 8  | 4 |
| 2. | Napoli         | 5  | 4 |
| 3. | Pro Recco      | 4  | 4 |
| 4. | Florentia      | 2  | 4 |
| 5. | Virtus Livorno | 1  | 4 |

|    | Girone B          | Pt | G |
| -- | ----------------- | -- | - |
| 1. | Camogli           | 7  | 4 |
| 2. | Roma              | 5  | 4 |
| 3. | Canottieri Napoli | 5  | 4 |
| 4. | Mameli            | 3  | 4 |
| 5. | Triestina         | 0  | 4 |

## Fase Finale
|  |    | Classifica 1954 (1-6) | Pt | G  | V | N | P | GF | GS |
|  | -- | --------------------- | -- | -- | - | - | - | -- | -- |
|  | 1. | Roma                  | 16 | 10 | 7 | 2 | 1 | 39 | 22 |
|  | 2. | Camogli               | 15 | 10 | 7 | 1 | 2 | 30 | 13 |
|  | 3. | Lazio                 | 13 | 10 | 5 | 3 | 2 | 34 | 26 |
|  | 4. | Canottieri Napoli     | 7  | 10 | 2 | 3 | 5 | 18 | 24 |
|  | 5. | Napoli                | 5  | 10 | 1 | 3 | 6 | 24 | 38 |
|  | 6. | Pro Recco             | 4  | 10 | 1 | 2 | 7 | 23 | 45 |

|  |     | Classifica 1954 (7-10) | Pt | G | V | N | P | GF | GS |
|  | --- | ---------------------- | -- | - | - | - | - | -- | -- |
|  | 7.  | Mameli                 | 9  | 6 |   |   |   |    |    |
|  | 8.  | Triestina              | 8  | 6 |   |   |   |    |    |
|  | 9.  | Florentia              | 6  | 6 |   |   |   |    |    |
|  | 10. | Virtus Livorno         | 1  | 6 |   |   |   |    |    |

## Verdetti
- AS Roma Campione d'Italia
- Virtus Livorno retrocessa in Serie B